# Johann Rudolf Ulrich

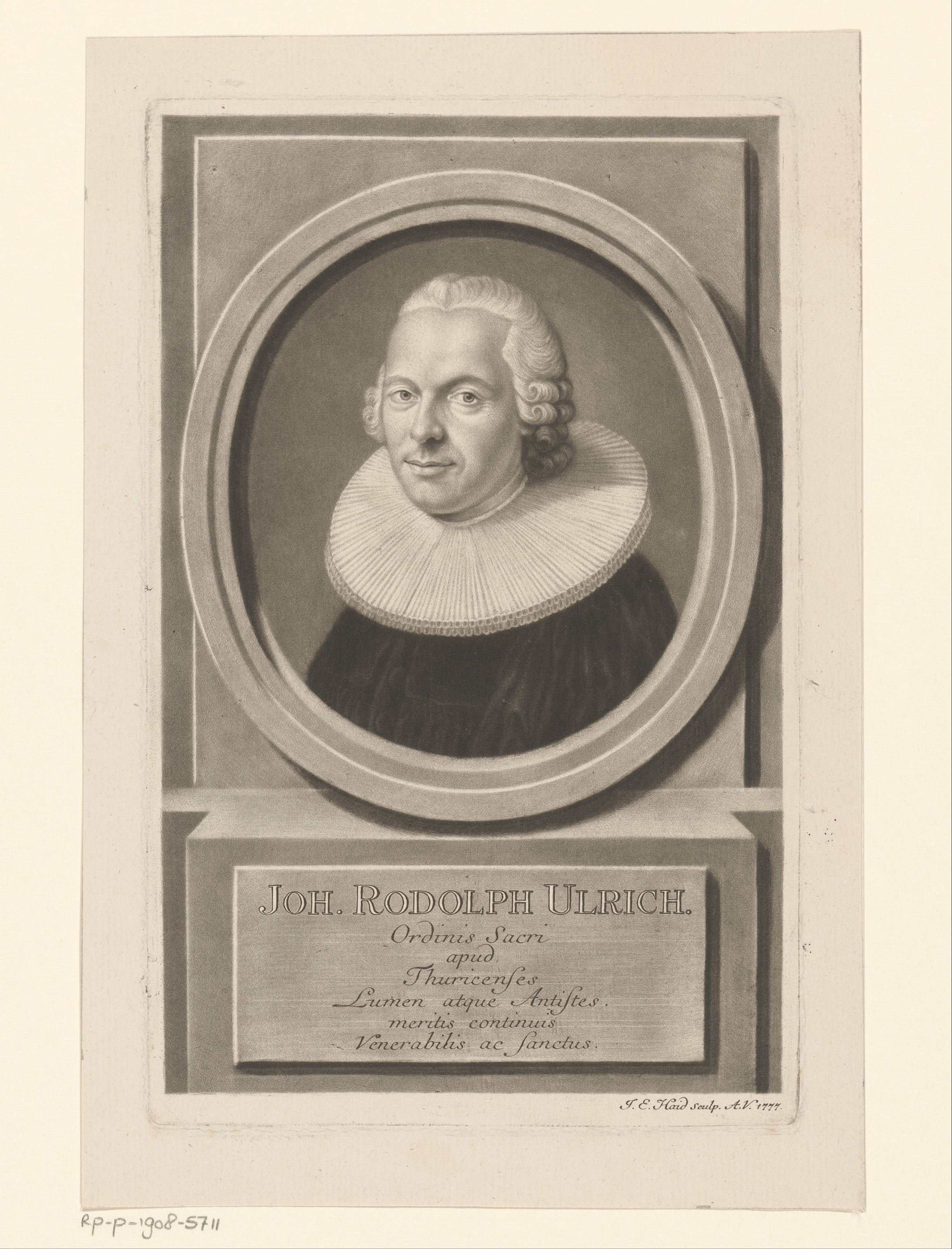
Johann Rudolf Ulrich; Kupferstich von Johann Elias Haid (1777)

Johann Rudolf Ulrich (* 14. Dezember 1728 in Zürich; † 8. Februar 1795 ebenda) war ein Schweizer evangelischer Geistlicher und Hochschullehrer.

## Leben

### Familie
Johann Rudolf Ulrich war der Sohn des Pfarrers Friedrich Salomon Ulrich (* 1696 in Zürich; 1754) und dessen Ehefrau Regula, Tochter von Hans Kaspar Locher (1675–1738), Handelsherr zum goldenen Ring, 1697 Zünfter zur Waag, Hauptmann; er hatte noch vier weitere Geschwister und war mit dem Zürcher Antistes Johann Jakob Ulrich verwandt.
Johann Rudolf Ulrich war mit Anna Maria, Tochter des Chirurgen und Zürcher Stadtarztes Peter Lavater (1695–1745) verheiratet; gemeinsam hatten sie drei Kinder:
- Anna Regula Ulrich (* 1769 in Zürich; † 1816), verheiratet mit Johann Heinrich Bremi;
- Friedrich Salomon Ulrich (* 3. März 1771 in Zürich; † 5. November 1848 in Meilen), Chorherr in Zürich, Theologieprofessor, Erziehungsrat, verheiratet mit  Elisabeth (1773–1812), Tochter des Zürcher Bürgermeisters David von Wyss der Ältere (1737–1815),[3] Bürgermeister von Zürich; Großvater des Theologen und Schriftsteller Rudolf  Steck und von Albert Steck, Politiker und Mitgründer der Sozialdemokratischen Partei der Schweiz; Schwiegervater des Politikers Abraham Rudolf Wyss (1792–1854)[4];
- Johann Rudolf Ulrich (* 1773 in Zürich; † 1844), verheiratet in erster Ehe mit Anna Margaretha (1774–1820), Tochter des Handelsherrn und Hauptmann Melchior Römer (1747–1819) und in zweiter Ehe mit Anna Maria (1788–1873), Tochter von Salomon Pestalozzi (1753–1840), Bankier.

### Werdegang
Nach seiner Ordination 1747 reiste er zu seiner weiteren Ausbildung nach Genf, Paris, Holland sowie Deutschland und wurde für längere Zeit Helfer seines Vaters in Seengen. 
1756 wurde er zum Professor der Beredsamkeit am Collegium Carolinum ernannt und 1759 zum Pfarrer am Oetenbach gewählt. Im Jahr 1763 erfolgte seine Ernennung zum Professor des Naturrechts und 1764 der Ethik.
1769 erfolgte seine Wahl zum Antistes der Zürcher Kirche sowie zum Pfarrer am Grossmünster.

### Geistliches und schriftstellerisches Wirken
Johann Rudolf Ulrich vertrat einen gemässigten Rationalismus und setzte sich ganz bewusst für eine aufklärerische Gesinnung der Schulreform von 1775 ein.
1770 warnte er auf der Herbstsynode die Pfarrer vor einer allzu starken Hervorhebung der Erbsünde in ihren Predigten, die zu einer Demoralisierung der Bevölkerung führen könne und dem Kirchenbesuch abträglich sein würde.
Er versuchte 1782 seinen Amtskollegen Johann Jakob Tschudi (1722–1824) von der Eröffnung eines Hexenprozesses gegen Anna Göldi abzuhalten, konnte diesen jedoch nicht verhindern, sodass Anna Göldi  am 13. Juni 1782 hingerichtet wurde; im Urteil wurden jedoch die Begriffe «Hexe» und «Hexerei» vermieden.
Neben seinen verschiedenen Predigten, so unter anderem Predigten zur Befoerderung des thaetigen Christenthums, veröffentlichte er 1766 Das Neue Testament mit den Summarien von Jean-Frédéric Ostervald.

## Mitgliedschaften
- Mitgründer der Physikalischen Gesellschaft Zürich (heute: Naturforschende Gesellschaft in Zürich).
- Mitglied der Asketischen Gesellschaft Zürich an.[9]
- Gründungsmitglied der Moralischen Gesellschaft Zürich.
- Mitglied der Société des citoyens in Bern.
- Mitglied der Dienstags-Compagnie.
- Mitglied der Helvetischen Gesellschaft.

## Schriften (Auswahl)
- Nachricht über die Herausgabe des N. Testaments mit Osterwalds Summarien und Betrachtungen. Zürich 1765.
- Hirten-Brief Sr. Hochwürden Herrn Antistes Ulrichs an die Pfarrer auf der Landschaft des Cantons Zürich wegen der Auswanderungs-Seuche in Preussisch-Pommern, den 27. Nov. 1770. Zürich: gedrukt bey Joh. Kaspar Ziegler, 1770.
- Heilige Rede über I Timoth. VI. V. 6. Zürich : Gedruckt bey David Bürgkli, 1771.
- Aufmunterung zu einer reichen Liebes-Steuer für die Brandbeschädigten zu Frauenfeld. Zürich: bey Joh. Kaspar Ziegler, 1771.
- Neue Sammlung von Predigten zur Beförderung des thätigen Christenthums. 1775.
- Das zur Mördergrube gemachte Bethaus, oder christliche Predigt über die Worte Luca XIX. 41-46. gehalten aus Anlass der Vergiftung des H. Nachtmahlweins. 1777.